# بوبر زیتونی کمرنگ
بوبر زیتونی کمرنگ (نام علمی: Phyllastrephus fulviventris) نام یک گونه از سرده بوبرهای اصلی است.